# 合瀬教成
合瀬 教成（おおせ みちなり、1989年11月5日 - ）は、宮城県出身のバスケットボール選手である。ポジションはガード。

## 来歴
聖和学園高校を卒業後、京都産業大学に進学。
卒業後、アイシン・エィ・ダブリュ アレイオンズ安城に入団。

## 経歴
- 亘理ミニ - 亘理中学校 - 聖和学園高校 - 京都産業大学 - アイシン・エィ・ダブリュ アレイオンズ安城